# Franz Stock
Franz Stock (ur. 21 września 1904 w Neheim w Zagłębiu Saary, zm. 24 lutego 1948 w Paryżu) – niemiecki sługa boży Kościoła katolickiego.

## Życiorys
Franz Stock urodził się 21 września 1904 roku jako pierwszy z dziewięciorga dzieci w rodzinie robotniczej. Od 1910 roku uczęszczał do katolickiej szkoły podstawowej. Od 1926 do 1932 roku był studentem teologii katolickiej. Rozpoczął studia w Paderborn w Akademii Filozoficzno-Teologicznej. W dniu 12 marca 1932 roku został wyświęcony na kapłana. Podczas II wojny światowej był odpowiedzialny za opiekę nad więźniami w więzieniach i przygotowania skazanych na śmierć. Zmarł 24 lutego 1948 roku. W 2009 roku rozpoczął się jego proces beatyfikacyjny.